# Platyphasia similis
Platyphasia similis är en tvåvingeart som beskrevs av Townsend 1935. Platyphasia similis ingår i släktet Platyphasia och familjen parasitflugor. Inga underarter finns listade i Catalogue of Life.